# Ba Si’er
Ba Si’er (chiń. 巴斯爾) – chiński zapaśnik w stylu klasycznym. Zajął jedenaste miejsce na mistrzostwach świata w 1983. Zdobył srebrny medal na igrzyskach azjatyckich w 1986.